# Публичное акционерное общество
Публи́чное акционе́рное о́бщество в России (сокр. ПАО) — форма организации акционерного общества, при которой его акционеры пользуются правом отчуждать свои акции без необходимости согласования с другими акционерами.
Организация и деятельность публичных акционерных обществ регулируется федеральным законом Российской Федерации. Поскольку открытое акционерное общество рассматривается законодателем как публичное, для него предусматривается обязанность по раскрытию информации в более широком формате по сравнению с непубличным акционерным обществом. Данная норма предназначена для повышения публичности и прозрачности процессов инвестирования.
Особенности ПАО:
- неограниченное число акционеров;
- свободное обращение акций на биржах;
- отсутствие необходимости внесения денежных средств в уставный капитал предприятия до его регистрации и открытия накопительного счёта.

До 1 сентября 2014 года ГК РФ применял классификацию на ОАО и ЗАО, однако с изменением законодательства в России применяется классификация на публичные и непубличные акционерные общества.

## История
Законом РСФСР «О предприятиях и предпринимательской деятельности» от 25.12.1990 N 445-1 и Постановления Правительства Российской Федерации от 04.09.1992 N 708 «О порядке приватизации и реорганизации предприятий и организаций агропромышленного комплекса» — первоначально существовала классификация «Акционерное общество открытого типа» (АООТ), далее «Открытое акционерное общество» (ОАО).

## Характеристика
Высшим органом управления публичного акционерного общества является общее собрание акционеров. Исключительная компетенция общего собрания установлена Законом. Общее собрание акционеров не вправе рассматривать и принимать решения по вопросам, не отнесённым к его компетенции Законом. Число акционеров общества не ограничено, акции могут свободно продаваться на рынке.
Руководство текущей деятельностью общества осуществляется единоличным исполнительным органом общества — директором, генеральным директором, или коллегиальным исполнительным органом общества (правлением, дирекцией). Исполнительные органы подотчётны совету директоров (наблюдательному совету) общества и общему собранию акционеров.
Совет директоров (наблюдательный совет) общества и исполнительный орган общества. Совет директоров публичного акционерного общества осуществляет общее руководство деятельностью общества, за исключением решения вопросов, отнесённых к компетенции общего собрания акционеров.
Для осуществления контроля за финансово-хозяйственной деятельностью общества общим собранием акционеров избирается ревизионная комиссия (ревизор) общества. Члены ревизионной комиссии (ревизор) общества не могут одновременно являться членами совета директоров (наблюдательного совета), а также занимать иные должности в органах управления общества. Акции, принадлежащие членам совета директоров или лицам, занимающим должности в органах управления, не могут участвовать в голосовании при избрании членов ревизионной комиссии (ревизора) общества.
Общество обязано ежегодно проводить годовое общее собрание акционеров. Годовое общее собрание акционеров проводится в сроки, устанавливаемые уставом общества, но не ранее чем через два месяца и не позднее чем через шесть месяцев после окончания финансового года. На годовом общем собрании акционеров должны решаться такие вопросы, как избрание совета директоров, утверждение ревизионной комиссии (ревизора) и аудитора, утверждение годовых отчётов, годовой бухгалтерской отчётности, распределение прибыли, вопросы выплаты дивидендов.

## Ответственность ПАО
Общество несет ответственность по своим обязательствам всем принадлежащим ему имуществом. Общество не отвечает по обязательствам своих акционеров. Если несостоятельность (банкротство) общества вызвана действиями (бездействием) его акционеров или других лиц, которые имеют право давать обязательные для общества указания либо иным образом имеют возможность определять его действия, то на указанных участников или других лиц в случае недостаточности имущества общества может быть возложена субсидиарная ответственность по его обязательствам.

## Права и обязанности акционеров ПАО
Права акционеров — владельцев обыкновенных акций:
- участвовать в общем собрании акционеров с правом голоса по всем вопросам его компетенции в порядке, установленном Законом;
- право на получение дивидендов;
- в случае ликвидации общества — право на получение части его имущества.

Каждая обыкновенная акция общества предоставляет акционеру её владельцу одинаковый объем прав.
Права акционеров — владельцев привилегированных акций:
- право на получение дивидендов;
- если предусмотрено уставом общества — право на получение части имущества общества в случае его ликвидации;
- если предусмотрено уставом общества право требовать конвертации привилегированных акций в обыкновенные акции или привилегированные акции иных типов;
- право участия в общем собрании акционеров с правом голоса при решении вопросов о реорганизации и ликвидации общества.

Акционеры имеют право на доступ к документам общества, к таким как договор о создании, устав, документы, подтверждающие права общества на имущество, находящееся на его балансе, внутренние документы общества, годовые отчеты и другие. К документам бухгалтерского учёта и протоколам заседаний коллегиального исполнительного органа право доступа имеют акционеры (акционер), имеющие в совокупности не менее 25 процентов голосующих акций общества.
Акционеры вправе продать свои акции, однако другие акционеры пользуются преимущественным правом приобретения этих акций. Уставом может быть предусмотрено преимущественное право приобретения акций самим обществом.